# Xuewu Gu
Xuewu Gu (chinesisch 辜学武, Pinyin Gū Xuéwǔ; * 12. August 1957 in Hubei) ist ein chinesisch-deutscher Politikwissenschaftler. Er ist Inhaber des Lehrstuhls für Internationale Beziehungen der Universität Bonn und Direktor des dortigen Center for Global Studies.

## Leben
Gu machte 1982 das Bachelor-Examen (Information and Documentation Sciences) an der Universität Wuhan. 1985 folgte das Master-Examen für Politikwissenschaft an der Universität zu Köln. 1990 wurde Gu an der Universität Bonn zum Ph.D. promoviert. 1997 habilitierte er sich an der Universität Freiburg.
1990/91 war er Wissenschaftlicher Assistent an der Universität Bonn, von 1991 bis 1998 dann Assistenz-Professor an der Universität Freiburg. Es folgte 1998/99 eine Lehrstuhlvertretung für Ostasiatische und Pazifische Studien an der Universität Trier. Von 1999 bis 2002 war Gu leitender Mitarbeiter und Koordinator des Europa-Asien-Programms der Universität Bonn. Von 2002 bis 2009 hatte er den Lehrstuhl für Ostasienpolitik der Universität Bochum inne. Seit Oktober 2009 ist er Professor an der Universität Bonn.
Gus Forschungsgebiete sind die Theorien der Internationalen Beziehungen, die Energiepolitik und die chinesische Politik.

## Schriften (Auswahl)
- Die C-Waffen-Diskussion in der Bundesrepublik Deutschland und ihre internationale Dimension. Lang, Frankfurt am Main 1992, ISBN 3-631-45167-9 (zugleich Dissertation, Universität Bonn, 1990).
- Ausspielung der Barbaren. China zwischen den Supermächten in der Zeit des Ost-West-Konfliktes. Nomos, Baden-Baden 1998, ISBN 978-3-7890-5684-0 (zugleich Habilitationsschrift, Universität Freiburg im Breisgau, 1997).
- Konfuzius zur Einführung. Junius, Hamburg 1999; 3. Auflage 2008, ISBN 978-3-88506-361-2.
- Theorien der Internationalen Beziehungen. Einführung. De Gruyter Oldenbourg, Berlin 2000; 3., überarbeitete und erweiterte Auflage 2018, ISBN 978-3-486-71595-8.
- mit Maximilian Mayer: Chinas Energiehunger. Mythos oder Realität? Oldenbourg, München/Wien 2007, ISBN 978-3-486-58491-2.
- Die große Mauer in den Köpfen. China, der Westen und die Suche nach Verständigung. Edition Körber-Stiftung, Hamburg 2014, ISBN 978-3-89684-155-1.